# Arthur Bottom
Arthur Bottom (Sheffield, 18 febbraio 1930 – 18 aprile 2012) è stato un calciatore inglese, di ruolo attaccante.

## Caratteristiche tecniche
Era un centravanti.

## Carriera
Esordisce tra i professionisti all'età di 18 anni, nella stagione 1948-1949, giocando una partita nella prima divisione inglese con lo Sheffield Utd, club della sua città natale; rimane in squadra anche nel quadriennio successivo, trascorso in seconda divisione, nel quale gioca sporadicamente (18 presenze e 5 reti nell'arco di un quadriennio) contribuendo comunque alla vittoria della Second Division 1952-1953. Nella stagione 1954-1955 segna invece 3 reti in 8 presenze in prima divisione, per poi venire ceduto a stagione in corso allo York City, dove con i suoi gol ontribuisce anche al raggiungimento delle semifinali di FA Cup (traguardo che il club raggiunge per la prima volta nella sua storia), vincendo tra l'altro il titolo di cappocannoniere del campionato. Gioca poi in terza divisione con i Minstermen anche nelle stagioni 1955-1956 e 1956-1957 oltre che per gran parte della stagione 1957-1958, per un totale di 158 presenze e 105 reti fra tutte le competizioni ufficiali con il club (tra cui 137 presenze e 92 reti in incontri di campionato); conclude poi la stagione 1957-1958 nuovamente in prima divisione, al Newcastle Utd, con cui gioca 8 partite e segna 7 gol. Rimane alle Magpies anche durante l'intera stagione 1958-1959, nella quale mette a segno 3 reti giocando però solamente 3 partite (per un totale quindi di 11 presenze e 10 reti con il club bianconero e, più in generale, di 22 presenze e 12 reti in carriera nella prima divisione inglese). Trascorre poi la stagione 1959-1960 nuovamente in terza divisione, al Chesterfield, con cui mette a segno 6 reti in 33 partite di campionato giocate. Si ritira poi definitivamente nel 1965, dopo un lustro trascorso giocando a livello semiprofessionistico con le maglie di Boston Utd ed Alfreton Town.
In carriera ha totalizzato complessivamente 205 presenze e 95 reti nei campionati della Football League.

## Palmarès

### Club

#### Competizioni nazionali
- Campionato inglese di seconda divisione: 1

Sheffield United: 1952-1953

#### Competizioni regionali
- East Anglian Cup: 1

Boston United: 1960-1961

### Individuale
- Capocannoniere della Third Division North: 1

1954-1955 (30 gol, alla pari con Don Travis e John Thomas Connor)